# SOUL EATER
《SOUL EATER》（日语：ソウルイーター）是由日本漫畫家大久保篤創作的漫畫作品。《月刊少年GANGAN》（SQUARE ENIX）2004年6月號開始至2013年9月號結束連載。單行本全25卷。本作是作者繼B壹後第2部長篇連載作品。在此之前，2003年分別在GANGAN POWERD 2003年夏季號、秋季號及月刊GANGAN WING 2004年1月號刊載3部短篇作品。截至2020年3月，全球累計發行量已超過1,960萬。
在《月刊少年GANGAN》2008年1月號中發表電視動畫化，於2008年4月開播至2009年3月結束，全51話。並獲選為2008年第12屆日本新媒體動漫藝術節動畫部門推薦的作品。
於《月刊少年GANGAN》2011年度2月號開始連載外傳作品《SOUL EATER NOT!》。

## 故事大綱

### 設定
故事發生在美國內州的虛構城市「死亡城市」的死神武器職人專門學校（死武專），死武專由死神經營管理，學生分成可以變身成武器的人「魔武器」，以及他們的持有者「職人」。故事聚焦在摩訶及她的鐮刀搭檔噬魂、死神之子奇多及其雙槍夥伴莉絲和帕蒂、刺客黑暗之星及他的搭檔、可變身成忍具的椿。他們的目標是讓武器吸收99個惡人及一個魔女的的靈魂，藉此變成強大的死神武器。

### 劇情
魔女梅杜莎逼迫她的兒子可樂那和魔劍拉格納羅克蒐集惡人以外的靈魂，希望藉此使之成為邪惡的「鬼神」，摩訶和噬魂因此與梅杜莎為敵。梅杜莎和同夥襲擊死武專，企圖解除最初鬼神「阿修羅」的封印，他曾經危害世界、後來被死神封印在死武專地底。儘管摩訶等人盡全力對抗，但阿修羅仍被復活並逃離了死神的掌控。
受到阿修羅的狂氣波長影響，梅杜莎的姐姐亞拉克涅自800年的沉睡中甦醒，籌建「恐怖蜘蛛」組織，對死武專造成威脅。死神召集世界各地的職人和死神武器商量對策。在此期間，梅杜莎的靈魂竊據了某個平凡女童的身體，她煽動可樂那在死武專當臥底，並假意向死武專投誠，暫時結盟對抗恐怖蜘蛛。梅杜莎率領同夥和死武專的學生潛入敵營，摩訶殺死亞拉克涅，但梅杜莎背叛了眾人，她奪走亞拉克涅的身體，並對可樂那洗腦、讓他重新成為自己的部下。另一方面，奇多被諾亞用伊波恩之書捉住，伊波恩之書是魔導師伊波恩的著作，而諾亞是該書的〈貪婪〉一章具象化的產物。之後，噬魂吸收了亞拉克涅的靈魂，進化成死神之鐮，他倆和其他同伴組成Spartoi團隊，救回奇多後擊敗諾亞。
可樂那的精神狀況越加崩潰，他摧毀了俄羅斯的小鎮和當地的死神武器，
還刺殺了梅杜莎。死神命令摩訶等人緝捕可樂那，摩訶運用能力搜尋可樂那時，意外發現月亮上散發出阿修羅的狂氣，奇多說服魔女、讓她們和死武專組成臨時同盟，一起乘飛艇向月亮出擊。但可樂那中途攔截了死神的狂氣，將其盡數吸收。摩訶、黑暗之星和奇多最終擊敗了阿修羅，可樂那自己的血將阿修羅封印在月球上，摩訶與可樂那約好終有一天會回來救他，之後便返回地球。奇多在死神去世之後繼任為新死神，並與魔女締約，共同維持和平。

## 出版書籍
單行本
| 卷數 | SQEX           | SQEX                   | 尖端出版       | 尖端出版             | 玉皇朝         | 玉皇朝                 |
| 卷數 | 發行日期       | ISBN                   | 發行日期       | EAN                  | 發行日期       | ISBN                   |
| ---- | -------------- | ---------------------- | -------------- | -------------------- | -------------- | ---------------------- |
| 1    | 2004年6月22日  | ISBN 4-7575-1223-6     | 2006年8月10日  | EAN 471-7702-20437-2 | 2006年7月28日  | ISBN 962-8924-82-6     |
| 2    | 2004年11月22日 | ISBN 4-7575-1322-4     | 2006年10月12日 | EAN 471-7702-20611-6 | 2006年7月28日  | ISBN 962-8924-83-4     |
| 3    | 2005年4月22日  | ISBN 4-7575-1413-1     | 2006年11月18日 | EAN 471-7702-20639-0 | 2006年8月24日  | ISBN 962-8924-95-8     |
| 4    | 2005年8月22日  | ISBN 4-7575-1505-7     | 2006年12月20日 | EAN 471-7702-20739-7 | 2006年9月26日  | ISBN 962-8950-26-6     |
| 5    | 2005年12月22日 | ISBN 4-7575-1584-7     | 2007年3月14日  | EAN 471-7702-20818-9 | 2006年9月26日  | ISBN 962-8950-27-4     |
| 6    | 2006年4月22日  | ISBN 4-7575-1671-1     | 2007年5月11日  | EAN 471-7702-20948-3 | 2006年10月23日 | ISBN 962-8950-40-1     |
| 7    | 2006年9月22日  | ISBN 4-7575-1774-2     | 2007年6月21日  | EAN 471-7702-21151-6 | 2006年10月28日 | ISBN 962-8950-56-8     |
| 8    | 2007年1月22日  | ISBN 4-7575-1922-0     | 2007年9月11日  | EAN 471-7702-21427-2 | 2007年3月25日  | ISBN 962-8951-49-9     |
| 9    | 2007年5月22日  | ISBN 4-7575-2015-8     | 2008年2月14日  | EAN 471-7702-21660-3 | 2007年7月27日  | ISBN 962-8976-51-5     |
| 10   | 2007年10月22日 | ISBN 4-7575-2132-2     | 2008年5月16日  | EAN 471-7702-21898-0 | 2007年12月19日 | ISBN 962-8977-76-5     |
| 11   | 2008年3月22日  | ISBN 4-7575-2239-8     | 2008年9月9日   | EAN 471-7702-22162-1 | 2008年6月11日  | ISBN 978-988-8002-17-7 |
| 12   | 2008年6月21日  | ISBN 4-7575-2300-9     | 2009年2月6日   | EAN 471-7702-22352-6 | 2008年10月30日 | ISBN 978-988-8012-17-6 |
| 13   | 2008年10月22日 | ISBN 4-7575-2400-2     | 2009年7月14日  | EAN 471-7702-22542-1 | 2009年1月21日  | ISBN 978-988-8013-03-6 |
| 14   | 2009年3月21日  | ISBN 4-7575-2509-5     | 2009年10月2日  | EAN 471-7702-22853-8 | 2009年6月23日  | ISBN 978-988-8034-34-5 |
| 15   | 2009年9月18日  | ISBN 4-7575-2678-4     | 2010年4月20日  | EAN 471-7702-23168-2 | 2009年12月7日  | ISBN 978-988-8035-99-1 |
| 16   | 2010年2月22日  | ISBN 4-7575-2790-4     | 2010年9月7日   | EAN 471-7702-23441-6 | 2010年5月22日  | ISBN 978-988-8048-22-9 |
| 17   | 2010年7月22日  | ISBN 4-7575-2930-9     | 2011年3月22日  | EAN 471-7702-23851-3 | 2010年11月1日  | ISBN 978-988-8088-54-6 |
| 18   | 2010年11月22日 | ISBN 978-4-7575-3056-0 | 2011年8月12日  | EAN 471-7702-24181-0 | 2011年3月31日  | ISBN 978-988-8089-65-9 |
| 19   | 2011年3月22日  | ISBN 978-4-7575-3163-5 | 2011年12月15日 | EAN 471-7702-24495-8 | 2011年6月16日  | ISBN 978-988-8127-08-5 |
| 20   | 2011年9月22日  | ISBN 978-4-7575-3364-6 | 2012年4月20日  | EAN 471-7702-24712-6 | 2011月12月1日  | ISBN 978-988-8128-12-9 |
| 21   | 2012年2月22日  | ISBN 978-4-7575-3501-5 | 2012年9月18日  | EAN 471-7702-25054-6 | 2012年5月7日   | ISBN 978-988-8128-93-8 |
| 22   | 2012年7月21日  | ISBN 978-4-7575-3659-3 | 2013年6月11日  | EAN 471-7702-25488-9 | 2012年9月14日  | ISBN 978-988-8168-62-0 |
| 23   | 2012年12月22日 | ISBN 978-4-7575-3812-2 | 2014年5月8日   | EAN 471-7702-26002-6 | 2013年4月1日   | ISBN 978-988-8169-61-0 |
| 24   | 2013年6月22日  | ISBN 978-4-7575-3979-2 | 2014年7月30日  | EAN 471-7702-26106-1 | 2013年8月26日  | ISBN 978-988-8251-34-6 |
| 25   | 2013年12月22日 | ISBN 978-4-7575-4163-4 | 2014年9月2日   | EAN 471-7702-26238-9 | 2014年3月17日  | ISBN 978-988-8252-24-4 |

完全版
| 卷數 | SQEX           | SQEX                  | 玉皇朝        | 玉皇朝                 |
| 卷數 | 發行日期       | ISBN                  | 發行日期      | ISBN                   |
| ---- | -------------- | --------------------- | ------------- | ---------------------- |
| 1    | 2019年7月12日  | ISBN 978-475-756187-8 | 2025年4月12日 | ISBN 978-988-8886-10-4 |
| 2    | 2019年7月12日  | ISBN 978-475-756188-5 | 2025年6月25日 | ISBN 978-988-8886-11-1 |
| 3    | 2019年8月16日  | ISBN 978-475-756246-2 | 2025年        | ISBN 978-988-8886-12-8 |
| 4    | 2019年8月16日  | ISBN 978-475-756247-9 |               |                        |
| 5    | 2019年9月17日  | ISBN 978-475-756281-3 |               |                        |
| 6    | 2019年9月17日  | ISBN 978-475-756282-0 |               |                        |
| 7    | 2019年10月17日 | ISBN 978-475-756335-3 |               |                        |
| 8    | 2019年10月17日 | ISBN 978-475-756336-0 |               |                        |
| 9    | 2019年11月12日 | ISBN 978-475-756373-5 |               |                        |
| 10   | 2019年11月12日 | ISBN 978-475-756374-2 |               |                        |
| 11   | 2019年12月12日 | ISBN 978-475-756412-1 |               |                        |
| 12   | 2019年12月12日 | ISBN 978-475-756413-8 |               |                        |
| 13   | 2020年1月11日  | ISBN 978-475-756461-9 |               |                        |
| 14   | 2020年1月11日  | ISBN 978-475-756462-6 |               |                        |
| 15   | 2020年2月12日  | ISBN 978-475-756494-7 |               |                        |
| 16   | 2020年2月12日  | ISBN 978-475-756495-4 |               |                        |
| 17   | 2020年3月12日  | ISBN 978-475-756547-0 |               |                        |

## 廣播劇CD
噬魂者 Vol.1 參觀特別社會課 2005年8月31日發售
- 摩訶‧亞爾邦：小見川千明
- Soul Eater：保志總一朗
- Black Star：小林由美子
- 中務椿：能登麻美子
- Death The Kid：本田貴子
- 死神之鎌：平田廣明
- 弗藍肯‧斯坦：宮本充
- 死神大人：大林隆介
- 莉絲‧湯普森：甲斐田裕子
- 帕蒂‧湯普森：澤城美雪
- 布蕾亞：笹本優子
- 死人‧巴雷特：赤城進

## 電視動畫

### 製作人員
- 監督：五十嵐卓哉
- 系列構成：大和屋曉
- 人物設定：伊藤嘉之
- 概念設計：荒牧伸志
- 主要道具設計：星野猛
- 美術監督：中村典史
- 色彩設計：中山子
- 攝影監督：宮原洋平
- 音樂：岩崎琢
- 音響監督：若林和弘（Fonisia）
- 動畫製作：BONES

### 主題曲
片頭曲
『resonance』(第1話至第30話)
作詞：Akio Inoue / 作曲、編曲：Daisuke Asakura / 歌：T.M.Revolution
『PAPERMOON』(第31話至第50話)
作詞：Tommy heavenly6 / 作曲、編曲：Chiffon Brownie / 歌：Tommy heavenly6
重播版片頭曲
『カウンターアイデンティティ』
歌：UNISON SQUARE GARDEN
『愛がほしいよ』
作詞、作曲：辻詩音 / 編曲：mw / 歌：辻詩音
片尾曲
(第1話至第13話、第51話)
作詞、作曲：TSURU / 編曲、歌：STANCE PUNKS
『style』(第14話至第26話)
作詞、歌：西野加奈 / 作曲、編曲：河田和彥
(第27話至第39話)
作詞、作曲：Diggy-MO' / 編曲：JUNKOO / 歌：Diggy-MO'
『STRENGTH.』(第40話至第50話)
作詞：西川貴教 / 作曲：岸 利至 / 編曲:abingdon boys school / 歌：abingdon boys school
重播版片尾曲
『碧の香り』
作詞、歌：牧野由依，作曲、編曲：津田直士
『ノーザンライツ』
作詞、作曲:工藤圭一, 歌：HOW MERRY MARRY，編曲：石崎光、HOW MERRY MARRY

### 各話標題
| 話數 | 原文標題 | 中文標題                                           | 香港標題                                            | 播放日期       |
| ---- | -------- | -------------------------------------------------- | --------------------------------------------------- | -------------- |
| 1    |          | 靈魂共嗚 ～Soul、成為 死神之鐮？～                 | 靈魂共嗚，Soul Eater 可以成為死神鐮刀嗎？                     | 2008年 04月7日 |
| 2    |          | 我才是明星！ ～最強的男人出現了？～                | 我最大 最有分量的男人即將出現？                     | 04月14日       |
| 3    |          | 完美的少年 ～Death The Kid 的華麗任務？～          | 完美少年 死神之子的華麗任務                         | 04月21日       |
| 4    |          | 捕獵魔女發動！ ～心跳緊張♥墓地的補習授課？～       | 魔女怒火 心驚膽跳，墳場得分                         | 04月28日       |
| 5    |          | 靈魂的形態 ～最強職人斯坦登場？～                  | 驚慄特訓！最強工匠 法蘭基斯坦博士                   | 05月5日        |
| 6    |          | 傳說中的新生！ ～充滿回憶、Kid的死武專初次登校？～ | 不平凡的新生 充滿回憶的第一個上課日子               | 05月12日       |
| 7    |          | 黑血的恐怖 ～可樂那的體內有武器？～                | 黑血的恐怖 古洛那的身體暗藏武器？                   | 05月19日       |
| 8    |          | 魔女梅杜莎 ～擁有極其凶殘靈魂之人？～              | 魔女美杜莎 一個擁有邪惡靈魂的女人                   | 05月26日       |
| 9    |          | 聖劍傳說 ～Kid與Black Star的大冒險？～             | 聖劍傳說 Black Star和Kid的首次大冒險                   | 06月2日        |
| 10   |          | 妖刀正宗 ～突破靈魂附體、在雨中詠唱的心？～        | 妖刀馬撒姆 依附靈魂，淒風冷雨的內心                 | 06月9日        |
| 11   |          | 椿之花 ～超越悲傷盡頭得到的是？～                  | 超越悲哀 阿椿面臨最大難關                           | 06月16日       |
| 12   |          | 不輸給恐懼的勇氣 ～瑪嘉．亞爾邦的第一大決心？～    | 克服恐懼的勇氣 瑪嘉決心大考驗                       | 06月23日       |
| 13   |          | 魔眼之男 ～Soul與瑪嘉、逐漸偏移的靈魂波長？～      | 魔眼之男 Soul與瑪嘉的靈魂頻率有問題                 | 06月30日       |
| 14   |          | 超級筆記試驗 ～緊張緊張興奮興奮不安不安 不是吧？～ | 超級筆試 超緊張，超興奮，超激動，不是吧             | 07月7日        |
| 15   |          | Soul的黑龍 ～膽小的莉絲與愉快的朋友們？～          | 噬魂的黑龍 妮絲驚慌失措，同伴很開心？               | 07月14日       |
| 16   |          | 激鬥！幽靈船 ～我腦中的地獄？～                    | 幽靈船激戰，地獄在我的腦海？                        | 07月21日       |
| 17   |          | 聖劍傳說２ ～喝、打、買、事先聲明？～              | 聖劍傳說第二回合 又見石中神劍？                     | 07月28日       |
| 18   |          | 前夜祭的惡夢 ～並且開幕了？～                      | 前夜祭的惡者，風雨欲來的晚上                        | 08月4日        |
| 19   |          | 開始、地下攻防戰 ～突破吧、美杜莎的矢量箭？～      | 地下攻防戰展開 勇往直前，突破美杜莎的導航箭         | 08月11日       |
| 20   |          | 黑血的共鳴戰！ ～迎戰恐怖的弱小靈魂的大奮鬥？～    | 黑血共鳴戰 克服內心恐懼，一場靈魂的大決鬥           | 08月18日       |
| 21   |          | 將我的靈魂 〜送入乾涸的心、在無法忍受的孤獨中…？〜 | 將我的靈魂傳入乾涸的心 孤獨的感覺真的這麼難以忍受？ | 08月25日       |
| 22   |          | 封印之社 〜不死男佈下的陷阱？〜                    | 封印之神社 不死的男人設置的陷阱？                   | 09月1日        |
| 23   |          | 死亡與生存 〜在復活與幻覺之間？〜                  | 生死一線，選擇生存抑或死亡？                        | 09月8日        |
| 24   |          | 神之間的戰鬥 〜Death City面臨毀壞的危機？〜        | 諸神之戰，死亡之城有毀滅危機                        | 09月15日       |
| 25   |          | 死神之鐮集合 〜爸爸的人事異動〜                    | 至尊武器，緊急召集 爸爸可能要調職？                 | 09月22日       |
| 26   |          | 高興又害羞的入學體驗! ～死武專新生活後援會召開中～ | 快樂羞恥交織的入學體驗 死武專師生開一個打氣聯歡會？ | 09月29日       |
| 27   |          | 800年的殺意! ～異端魔女降臨～                      | 八百年的殺意，異端魔女降臨？                        | 10月6日        |
| 28   |          | 劍神屹立 ～味道是甜還是鹹～                        | 劍神，到底是禍還是福？                              | 10月13日       |
| 29   |          | 美杜莎復活! ～蜘蛛與蛇的再會～                     | 美杜莎復活 蜘蛛、毒蛇，因緣際會再重逢               | 10月20日       |
| 30   |          | 炙熱的暴走! 〜大魔導師遺留下來的魔道具?〜          | 沙漠上的暴走列車 大魔導師留下的魔道具？             | 10月27日       |
| 31   |          | 乾枯的幸福 ～在月光下閃耀的是誰的淚水?～           | 乾涸的幸福 月光下流著誰人的眼淚？                   | 11月3日        |
| 32   |          | 聖劍傳說3 ～死武專番長物語？～                     | 聖劍傳說3，死武專的老大故事？                       | 11月10日       |
| 33   |          | 共鳴連鎖 ～奏起靈魂們的旋律？～                    | 共鳴連鎖 譜奏出一眾靈魂的旋律？                     | 11月17日       |
| 34   |          | 波亂爭奪戰！ ～激突、死武專VS蜘蛛恐怖？～          | Brew爭奪戰 激烈衝突，死武專對蜘蛛恐懼               | 11月24日       |
| 35   |          | 暴風摩斯基德 ～曾經的世界，限定時間是十分鐘？～    | 狂風摩斯基特！ 過去的世界，限時是十分鐘？           | 12月1日        |
| 36   |          | 綻放，七人的共鳴連鎖 ～破壞與創造的演奏會？～      | 七個人發放的共鳴連鎖 破壞與創造的演奏會             | 12月8日        |
| 37   |          | 名偵探的第一個事件 ～Kid發掘的死武專秘密？～       | 神探的第一宗個案 Kid揭露出死武專的秘密？               | 12月15日       |
| 38   |          | 通往修羅道的誘惑 ～偉大的男人無法抑制的焦慮？～    | 通往修羅的誘惑 倖大男人沒辦法抑制的焦躁？           | 12月22日       |
| 39   |          | 古落那，逃亡 ～請讓我看看，你的微笑？～            | 古洛那逃亡，讓我看看你的微笑                        | 2009年 01月5日 |
| 40   |          | 被切掉的牌 ～美杜莎，向死武專投降？～              | 被切斷的卡牌 美杜莎向死武專投降？                   | 01月12日       |
| 41   |          | 旋轉不停 ～令博士起舞的新世界？～                  | 轉呀轉呀不停轉 令博士雀躍的新世界？                 | 01月19日       |
| 42   |          | 進攻！帕帕‧耶加之城 ～總覺得含糊不清？～           | 進擊，巴巴約加城，弄得頭昏腦脹                      | 01月26日       |
| 43   |          | 最後的魔道具 ～赤手空拳的Kid之不可能的任務？～     | 最後的魔道具 沒有武器在手的Kid，不可能的任務？         | 02月2日        |
| 44   |          | 膽小鬼可樂那的決心 ～獻給一直在身邊的你？～        | 懦弱古洛那的決意 為了對我不離不棄的你？             | 02月9日        |
| 45   |          | 退魔波長 ～猛攻，憤怒的魔人狩獵？～                | 退魔波長 猛攻，盛怒的狩獵魔人？                     | 02月16日       |
| 46   |          | 武道還是修羅道 ～決戰，米夫內VS 黑暗☆之星？～      | 武道抑或修羅之道 決戰，米夫力大戰Black Star？       | 02月23日       |
| 47   |          | 奇蹟的老爸翻桌 ～飛吧！我們的死亡之城機器人？～    | 奇蹟的“反枱” 跳吧，我們的死亡之城機械人               | 03月2日        |
| 48   |          | 手持死神之鐮的死神大人 ～事態突變，凶吉未卜？～    | 擁有至尊武器的死神大人 前途仍然一片灰暗？           | 03月9日        |
| 49   |          | 阿修羅覺醒 ～世界終結的盡頭？～                    | 阿修羅甦醒，世界的最終命運？                        | 03月16日       |
| 50   |          | 聽天由命？！ ～超越神的男人們？～                  | 放手一拼，超越神的少年？                            | 03月23日       |
| 51   |          | 暗號就是勇氣！                                     | 暗號就是勇氣！                                      | 03月30日       |

### 播放電視台
| 東京電視台 星期一 18:00 節目 | 東京電視台 星期一 18:00 節目    | 東京電視台 星期一 18:00 節目 |
| ---------------------------- | ------------------------------- | ---------------------------- |
|                              | （2008年4月7日－2009年3月30日） |                              |
| 忍者龜 2003年電視動畫        | 愛探險的朵拉                    |                              |

| 台灣 東森電影台 星期一至五 19:00-20:00 節目 8月26日 19:00-19:30 | 台灣 東森電影台 星期一至五 19:00-20:00 節目 8月26日 19:00-19:30 | 台灣 東森電影台 星期一至五 19:00-20:00 節目 8月26日 19:00-19:30 |
| --------------------------------------------------------------- | --------------------------------------------------------------- | --------------------------------------------------------------- |
|                                                                 | 噬魂者 （2009年7月22日－2009年8月26日）                         |                                                                 |
| 頭文字D Fourth Stage                                            | 七龍珠電影版                                                    |                                                                 |

| 香港 J2 星期日 23:15-23:45  | 香港 J2 星期日 23:15-23:45                             | 香港 J2 星期日 23:15-23:45 |
| --------------------------- | ------------------------------------------------------ | -------------------------- |
|                             | 噬魂師 （第1－20集） （2010年4月11日－2010年9月5日）   |                            |
| 鬼太郎 第五輯               | K-ON!輕音少女                                          |                            |
| 香港 J2 星期日 23:45-24:15  |                                                        |                            |
| 惡搞校園 第2輯（第7－26集） | 噬魂師 （第21－51集） （2010年9月12日－2011年5月15日） | K-ON!!輕音少女             |

## 外部連結
- 月刊少年GANGAN漫畫官方網站（页面存档备份，存于）（日語）
- 動畫官方網站（日語）
- BONES動畫製作日記（页面存档备份，存于）（日語）